# Adair Village
Adair Village è una città situata nella contea di Benton, nell'Oregon, sulla costa ovest degli Stati Uniti d'America.

## Storia
Adair Village è stato chiamato così dopo la seconda guerra mondiale in seguito all'installazione del Campo Adair. Quando la guerra finì, il campo è stato chiuso e la maggior parte degli edifici rimossi, fatta eccezione per l'ospedale, che nel 1946 è stato affittato all'Università dello Stato dell'Oregon. Successivamente l'università ha trasformato l'ospedale in appartamenti. Sono anche state fondate delle istituzioni locali, e un ufficio postale è stato aperto nel 1947. Dopo la fine della guerra, lo Stato dell'Oregon ha dato ad Adair Village il suo contratto di locazione, e la United States Air Force ha mantenuto la base aerea come una stazione radar. L'ufficio postale ha chiuso nel 1951, e la Force Station Post Office si è stabilito nella città nel periodo 1961-1969. L'Air Force ha cessato l'attività e venduto la proprietà. Il municipio è un edificio risalente alla seconda guerra mondiale.